# علي أباد (بابا امان)
علي أباد (بالفارسية: علی‌آباد) هي مستوطنة تقع في إيران في قسم بابا امان الريفي. يقدر عدد سكانها بـ 1,097 نسمة .